# Трупіал масковий
Трупіа́л масковий (Icterus cucullatus) — вид горобцеподібних птахів родини трупіалових (Icteridae). Мешкає в Північній Америці.

## Опис

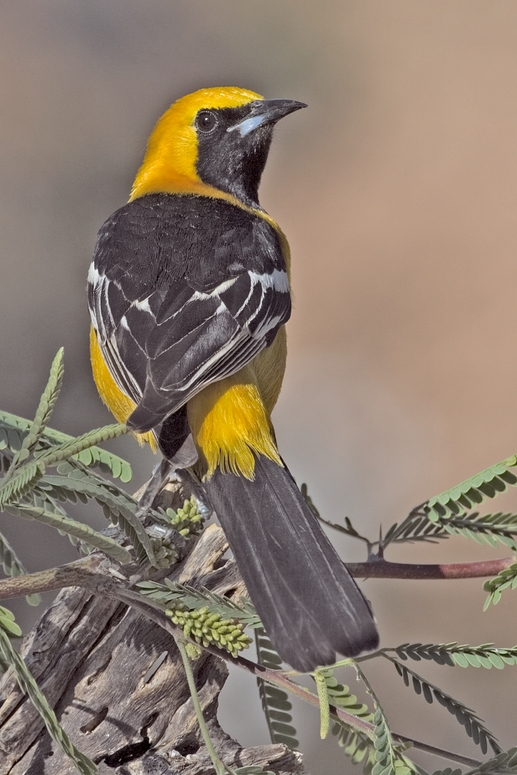
Самець маскового трупіала (Емадо, штат Аризона, США)

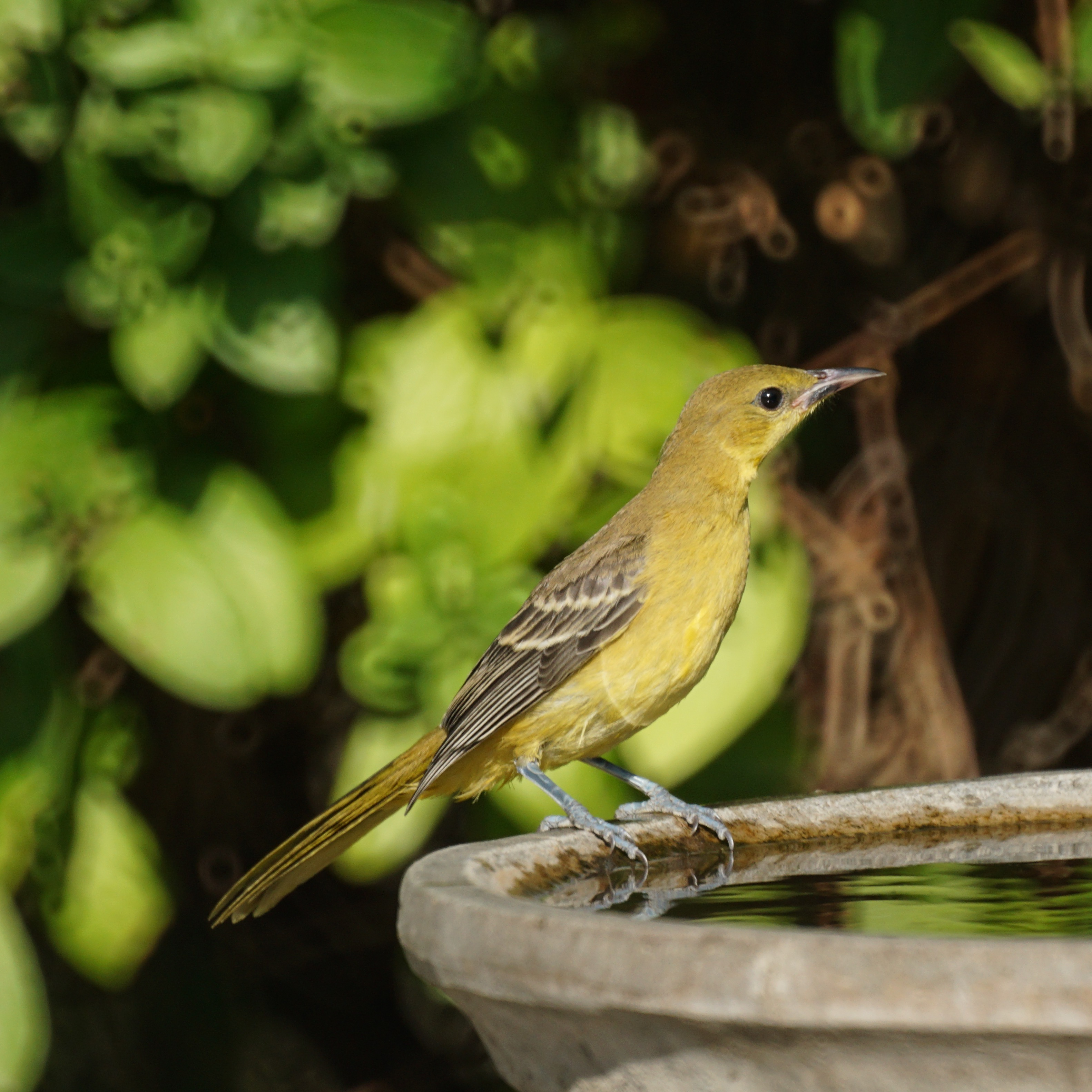
Самиця маскового трупіала (Ріверсайд, штат Каліфорнія, США)

Довжина птаха становить 18-20 см. Самці мають переважно жовте або жовтувато-оранжеве забарвлення, в залежності від підвиду (східні популяції мають більш оранжеве забарвлення). На обличчі чорна "маска", горло, верхня частина грудей, спина, крила і хвіст чорні. На крилах білі смуги. Самиці мають менш яскраве, жовтувате забарвлення, верхня частина тіла у них оливково-зелена, крила і хвіст сіруваті. Дзьоб чорний, біля основи сріблясто-сірий, лапи сріблясто-сірі. Забарвлення молодих птахів є подібним до забарвлення самиць.

## Підвиди
Виділяють п'ять підвидів:
- I. c. nelsoni Ridgway, 1885 — від Каліфорнії до південної Невади, Аризони, Нью-Мексико і північної Баха-Каліфорнії;
- I. c. trochiloides Grinnell, 1927 — центр і південь Каліфорнійського півострова;
- I. c. sennetti Ridgway, 1901 — від долини Ріо-Гранде в Техасі до Веракруса і Оахаки;
- I. c. cucullatus Swainson, 1827 — узбережжя північно-західної Мексики від гирла Ріо-Гранде до Тамауліпаса;
- I. c. igneus Ridgway, 1885 — південно-східна Мексика (Табаско, півострів Юкатан, сусідні острови) і північний Беліз.

## Поширення і екологія
Маскові трупіали гніздяться на південному заході США, в Мексиці і Белізі. Північні популяції взимку мігрують на тихоокеанське узбережжя Мексики, популяції південної частини Каліфорнійського півострова, південно-східної Мексики і Белізу є осілими. Бродячі птахи спостерігалися в Канаді. Маскові трупіали живуть в сухих субтропічних і тропічних рідколіссях та в пальмових гаях, на висоті до 1500 м над рівнем моря. 

## Поведінка
Маскові трупіали живляться комахами, нектаром, плодами і насінням. Сезон розмноження в Техасі триває з квітня по липень, в Аризоні з травні по серпень, в Нью-Мексико з квітня до середини серпня, в Баха-Каліфорнії з травня по серпень. Гніздо глибоке, чашоподібне, робиться з рослинних волокон, підвішується до пальмового листя. В кладці від 3 до 5 білих або блакитнуватих, поцяткованих темними плямками яєць. Інкубаційний період триває 12-14 днів, пташенята покидають гніздо через 14 днів після вилуплення. Маскові трупіали іноді стають жертвами гніздового паразитизму буроголових і червонооких вашерів